# Friedrich Karl Georg Fedde
Friedrich Karl Georg Fedde ( * 30 de junio de 1873, Breslavia - 14 de marzo de 1942, Dahlem ) fue un botánico, profesor, fitogeógrafo y explorador alemán.

## Biografía
Fedde estudia Ciencias naturales, comenzando en 1892 y graduándose en 1896 en Breslau. Fue docente en escuelas dee alto nivel en Breslau, Tarnowitz y en Berlín. Pasó a ser asociado en el Museo del Botánico de Berlín en 1901, y profesor allí en 1912.
Participa de varias expediciones botánicas de recolecciones de especímenes al Mediterráneo, Finlandia, sur de Rusia.
Sus áres principales de trabajo se desarrollaron en la Taxonomía vegetal, y en la Biogeografía. Su espíritu científico se refleja mayormente en Repertorium Specierum Novarum Regni Vegetabilis y en Beihefte (Suplementos).

## Honores
El género Feddea Urb. de la familia Asteraceae se nombró en su honor.

## Algunas publicaciones
Extensa bibliografía en WorldCat

### Capítulos de libros
- Engler, A (ed.) 1909. Das Pflanzenreich, cap. „Papaveraceae-Hypecoideae et Papaveraceae-Papaveroideae“,

- La abreviatura «Fedde» se emplea para indicar a Friedrich Karl Georg Fedde como autoridad en la descripción y clasificación científica de los vegetales.[1]